# Charlotte Irene Thompson
Charlotte Irene Thompson (* 19. Januar 1987 in Wiesbaden) ist eine deutsche Schauspielerin und Musicaldarstellerin.

## Leben
Thompson wuchs in Wiesbaden auf und war von 2002 bis 2008 Ensemblemitglied im Jugendclub des Hessischen Staatstheaters Wiesbaden. Bei der Podcastnovela „Und dann kam Nele“ des hessischen Radiosenders You FM sprach sie die Jana von der Youline. 
2008 begann sie ihr Studium an der Bayerischen Theaterakademie August Everding, welches sie 2012 abschloss. Bereits im Studium spielte sie in zahlreichen Produktionen mit, u. a. in Rheinardt Frieses Inszenierung von "Avenue Q" am Deutschen Theater in München oder der Inszenierung von Malte C. Lachmanns "Schwarze Jungfrauen", welche anschließend im Thalia Theater Hamburg zu sehen war. Während ihres Studiums gab sie ihr Kinodebüt in Sebastian Kutzlis Film Puppe, indem sie die Zina verkörperte.
Nach bestandenem Diplom gastierte sie u. a. am Deutschen Theater Göttingen, Theater Basel, Theater Koblenz, Theater Lübeck, sowie am Staatstheater Kassel und spielte in Film und Fernsehen. Weiterhin ist sie seit 2011 in der Philharmonie am Gasteig in "Ristorante Allegro" als Heidi zu erleben.  
Thompson lebt in Berlin.

## Filmografie (Auswahl)
- 2012: Vatertage – Opa über Nacht
- 2013: Puppe
- 2015: Ein Fall für zwei (Fernsehserie, 1 Folge)
- 2017: Forget about Nick
- 2022: Einfach mal was Schönes
- 2024: Großstadtförsterin – Berliner Besonderheiten
- 2024: WaPo Bodensee: Unsichtbarer Feind